# سوکووه (شهرستان وسوکیه مازوویتسکیه)
سوکووه (به لهستانی:  Sokoły) یک روستا در لهستان است که در گمینا سوکووه واقع شده‌است. سوکووه ۱٬۴۵۰ نفر جمعیت دارد.